# Petr Bazala
Petr Bazala (* 8. srpna 1976, Nový Jičín) je český hudební skladatel, klavírista, akordeonista, violoncellista, hudební pedagog, herec a básník.

## Život a vzdělání
Petr Bazala se narodil v Novém Jičíně dne 8. srpna 1976. Již od narození trpěl zeleným zákalem a postupem času šedým zákalem, kvůli kterým později zcela přišel o zrak, navzdory veškerým operacím, které od útlého věku podstupoval. K hudbě se dostal v době, kdy navštěvoval 4. ročník na základní škole pro zrakově postižené a žáky s vadami řeči v Opavě, jakmile dostal zobcovou flétnu jako vánoční dárek od svých rodičů. Na ni se sám naučil několik písní, vánočních koled a jednoduchých skladeb bez potřeby notových partitur, čímž se zjistilo, že má absolutní hudební sluch. Kvůli svému handicapu býval šikanován zdravými lidmi.
Studiu hry na klavír, akordeon a violoncello se věnoval na konzervatoři Jana Deyla v Praze.